# Красноярский кантон
Красноярский кантон (нем. Kanton Krasnojar) — административно-территориальная единица АССР немцев Поволжья, существовавшая в 1922—1927 и 1935—1941 годах. Административный центр — с. Красный Яр.
Красноярский кантон был образован 22 июня 1922 года путём преобразования Нижне-Караманского района в составе Трудовой коммуны немцев Поволжья.
В 1927 году Красноярский кантон был упразднён, а его территория разделена между Марксштадтским и Тонкошуровским кантонами.
В 1935 году Красноярский кантон был восстановлен.
7 сентября 1941 года в результате ликвидации АССР немцев Поволжья Красноярский кантон был передан в Саратовскую область и преобразован в Красноярский район.

## Административно-территориальное деление
По состоянию на 1 апреля 1940 года кантон делился на 12 сельсоветов:
- Альт-Урбахский,
- Красноярский,
- Нидермонжуйский,
- Розенгеймский,
- Рейнвальдский,
- Рейнгардтский,
- Роледерский,
- Шведский,
- Шеферский,
- Штальский,
- Шульцский,
- Эндерский.